# باول فرانكلين (لاعب كرة قدم أمريكية)
باول فرانكلين (بالإنجليزية: Paul Franklin)‏ هو لاعب كرة قدم أمريكية أمريكي، ولد في 2 يناير 1906 في بلينفيلد في الولايات المتحدة، وتوفي في 26 أغسطس 1959 في مونت بروسبكت في الولايات المتحدة.

## وصلات خارجية
- باول فرانكلين على موقع مرجع كرة القدم المحترفة.كوم (الإنجليزية)